# Neuilly-sur-Eure
Neuilly-sur-Eure è un comune francese di 567 abitanti situato nel dipartimento dell'Orne nella regione della Normandia.

## Società

### Evoluzione demografica
Abitanti censiti